# Prionolabis neomunda
Prionolabis neomunda là một loài ruồi trong họ Limoniidae. Chúng phân bố ở miền Cổ bắc.